# Sonic Underground
Sonic Underground (Sonic y su Banda en Latinoamérica) es una serie animada de televisión francesa-estadounidense coproducida por DIC Productions L.P. (que era propiedad de Disney en ese tiempo) y Les Studios Tex S.A.R.L. Es la tercera serie animada de Sonic el Erizo y la última que fue producida por DiC. Sigue una trama principal separada de todas las demás adaptaciones de Sonic; en esta versión, Sonic tenía dos hermanos, Sonia y Manic, ellos formaban parte de una familia real que se vieron obligados a separarse de su madre, la reina Aleena, una vez que Robotnik toma de control de Mobius debido a una profecía contada por el Oráculo de Delphius. Se transmitió por primera vez en Francia desde el 6 de enero de 1999 hasta el 23 de mayo de 1999 por la señal TF1, luego se estrenó en el Reino Unido el 2 de mayo de 1999 a través de la cadena ITV y finalmente en los Estados Unidos en el bloque infantil sindicado BKN Kids II el 30 de agosto de 1999 y acabó el 22 de octubre de 1999 y también por el canal Kids' WB desde el 17 de octubre de 1999 hasta el 22 de octubre de 2000. La serie solo duró una temporada que consta de cuarenta episodios. Fue la primera serie de televisión de Sonic el Erizo que se vendió en iTunes Store.

## Historia
Sonic, Sonia, y Manic son los hijos de la Reina Aleena. La Reina Aleena fue una vez la soberana justa del planeta Mobius, pero el Dr. Robotnik y sus fuerzas robóticas la derrocaron con un golpe de Estado y la obligaron a exiliarse. Luego de huir, se escondió y se separó de sus hijos para que estuvieran a salvo de Robotnik. Sonic, Manic y Sonia fueron criados por distintas familias. El Dr. Robotnik gobernó Mobius deslealmente y modificando las leyes para reprimir a todos los que se le oponían, robotizando a quienes se levantaban en su contra, y obligando a todos a pagar grandes sumas de dinero para construir más robots.
Sonic, Manic y Sonia crecieron, un día se encontraron y el Oráculo de Delphius les reveló una profecía: un día se reunirían con su madre para formar el Consejo de los Cuatro, y derrocarían a Robotnik, retomando su lugar como legítimos gobernantes de Mobius. Por lo tanto, Sonic, Manic y Sonia emprenden un largo viaje, buscando en todo Mobius a Aleena, la Reina. El Dr. Robotnik, con la asistencia de unos cazarrecompensas, está decidido a capturar a la familia real y evitar que la profecía se haga realidad.
Antes de separarlos, Aleena les dio a los 3 erizos, tres medallones mágicos que se convierten en instrumentos musicales y en armas. Sonic tiene un medallón que se convierte en una guitarra eléctrica y en un revólver laser. Sonia tiene un medallón que se convierte en un órgano musical y en un revólver láser que, además, puede producir mucho humo, para que los enemigos no la vean. Manic tiene un medallón que se convierte en una batería y en un cañón láser que, además, puede provocar sismos. El uso de los tres amuletos no solo es para luchar contra las fuerzas de Robotnik, sino que también sirven para su banda musical, llamada Sonic Underground.

## Personajes

### Protagonistas
- Sonic, el erizo: El erizo más rápido del mundo y líder de la banda Sonic Underground. Fue adoptado por una familia que vivía cerca de un bosque. Un día, los robots de Robotnik atacaron su casa y se llevaron a todos, menos a Sonic, quien escapó con su super velocidad; desde entonces vivió con un amigo de sus padres adoptivos, un erizo a quien Sonic siempre llamaba tío Chuck, quien comenzó a entrenarlo como luchador de la libertad. Es el cantante principal de la banda. Tan rápido como el sonido, Sonic puede escapar fácilmente de cualquier trampa y ser más astuto que las fuerzas de Robotnik. Él es un gran fan de los Hot Dogs, su comida favorita (al igual que en anteriores caricaturas de Sonic). Le teme al agua porque no sabe nadar.

- Sonia, la eriza: La única mujer de la banda Sonic Underground y la hermana mayor de Sonic y Manic. A diferencia de sus hermanos, se crio en una familia aristocrática, siendo de una clase alta, pero su mentalidad independiente le permitió apartarse de su familia y seguir su propio camino cuando descubrió quien era ella en realidad y la importante misión que debía llevar a cabo.Odia estar sucia, y es experta en gimnasia y karate. Sonia tiene una moto de color rosa que puede ir tan rápido como Sonic (ésta fue destruida en el episodio 36). Sonia está enamorada de Knuckles, debido a que este le salva la vida en un episodio.

- Manic, el erizo: El mediano de los trillizos de Aleena. Lo dejó frente a la puerta de una casa de Robotrópolis, pero antes de que la familia que vivía dentro se diera cuenta de que lo habían dejado en su puerta, Manic fue robado por un ladrón llamado Farrel, quien lo crio y lo convirtió en un maestro ladrón. Cuando sus hermanos se contactaron con él, decidió acompañarlos en la búsqueda de Aleena. Manic es el baterista de Sonic Underground. Tiene un patineta voladora de colores rojos y amarillos. Sonic y Sonia intentan, todo el tiempo, quitarle su vicio por hurtar, pero a veces no puede evitarlo. Sin embargo, en varios capítulos, este vicio es de gran ayuda.

### Antagonistas
- Dr. Robotnik: Robotnik se convirtió en el dictador de Mobius, tras de haber conquistado el planeta con su ejército de SWATbots (GEOrobots en España y simplemente Robots en Latinoamérica). Robotnik vive en Robotrópolis, la capital tecnocrática en la que convirtió a la alguna vez hermosa ciudad de Mobotropolis con un enorme aparato volador llamado destructor. Suele robotizar a todos los que adopten una posición contraria a su tiránico y malévolo reinado, o a aquellos que no paguen sus impuestos ridículamente altos, con una máquina llamada robotizador que convierte a los seres vivos en robots, y le quita a sus víctimas su voluntad, haciéndolos leales a Robotnik. Los principales secuaces de Robotnik son dos cazarrecompensas, Dingo y Sleet. Robotnik es obeso, de forma redonda, lo que le dificulta moverse sobre terrenos inestables, y cada vez que Manic provoca un sismo cerca de él, empieza a rebotar por todas partes como una pelota.

- Sleet: Uno de los cazarrecompensas de Robotnik. Este astuto lobo, junto a Dingo, siempre intentan capturar a los hermanos erizos y a la reina. Sleet tiene un dispositivo que puede transformar en a Dingo en cualquier cosa. Es muy persistente, siempre está encabezando las misiones que Robotnik les encarga a él y a Dingo, y en raras ocasiones se rinde.

- Dingo: El otro de los cazarrecompensas de Robotnik. Dingo es un enorme y ridículamente musculoso dingo con acento australiano. Está parcialmente roboticizado (las manos y la pierna izquierda desde la rodilla hacia abajo), cosa que nunca se explicó. Dingo está implacablemente enamorado de Sonia, pero su lealtad sigue siendo para Robotnik. En un episodio, Dingo rompe una esmeralda caos, y se transforma en una enorme bestia fuera de control que amenaza con destruir Mobius, pero Sonic y sus amigos, con la ayuda de Robotnik (que temía que Dingo destruyera la ciudad capital de su imperio, Robotropolis, y hace una tregua temporal con Sonic) logran regresarlo a la normalidad.

### Secundarios
- Reina Aleena: La madre de los tres erizos miembros de la banda Sonic Underground y ex soberana de Mobius. Tiene muchos aliados en Mobius en su lucha por liberar al planeta. Sus hijos la buscan durante toda la serie pero ella los evita porque debe esperar a que ellos estén listos, pues cuando se encuentren, llegará el momento de la batalla final contra Robotnik. Aleena sabe que sus hijos aún tienen mucho que aprender y los ayudará indirectamente. Cuando ella crea que el momento ha llegado, dejará que los erizos la encuentren.

- Knuckles, el equidna: El Guardián de la Master Emerald y de todo el Angel Island. Es muy protector de su isla natal, y ha establecido numerosas trampas en ella. Tiene un dinosaurio mascota llamado Chomps. Su bisabuelo Athair siempre le dice que debe permanecer en la isla para protegerla, pero a veces abandona su hogar por poco tiempo para ayudar a Sonic, Manic y Sonia en su lucha por la libertad.

- El Oráculo de Delphius: Es un oso hormiguero, que siempre está encapuchado. El Oráculo de Delphius profetizó que cuando Robotnik conquistara Mobius, Aleena y sus hijos se separarían, pero luego de varios años se reunirían, formarían el consejo de los cuatro y derrocarían a Robotnik . Vive en una cueva en algún lugar de una fría región de Mobius, y es bastante bueno en hacer hot dogs.

- Bartleby: Un elegante visón que es uno de los más ricos aristócratas de Robotropolis. Es el exnovio de Sonia , no le agradan los hermanos de esta última, y trabaja como agente de Robotnik. Finalmente, tomando conciencia de la verdadera maldad de su líder, Bartleby huye de Robotnik y se une a los luchadores de la libertad.

- Cyrus: Es un león y es el técnico de los luchadores de la libertad. Es un viejo amigo de Sonic. En su primera aparición trabajaba como espía de Robotnik, pero más tarde se unió a Sonic y a sus amigos. Como venganza, Robotnik robotizó a su padre. Cyrus ha aparecido en varios episodios luego de eso.

## Lista de episodios
1. Inicios.
2. Conociéndote.
3. Armonía.
4. Capturar a la reina.
5. Mobodoon.
6. El precio de la Libertad.
7. Mascarada clandestina.
8. El enredo.
9. El miedo más profundo.
10. ¿Quién te crees que eres?.
11. Último recurso.
12. Sal de donde quiera que estés.
13. Ganador engaña a todos.
14. La casa de una eriza es su castillo.
15. Artefacto.
16. ¡Insectos!
17. Tónico Sonic.
18. Amigo o enemigo.
19. Juego de astucia.
20. Como ocurrió en Roma.
21. La Joya de la Corona.
22. Tres Erizos y un bebé.
23. Día en las dunas.
24. La casa de la momia.
25. El erizo en la máscara de hierro.
26. Seis es Multitud.
27. Fortaleza voladora.*
28. Ningún erizo es una isla.*
29. Un nuevo equidna en el pueblo.*
30. La boda de las campanas azules.
31. Crisis campesina.
32. La robochismosa.
33. Curandero.
34. La decisión de Sonia.
35. El gran derretimiento.
36. Adormecedores.
37. Bartleby, el prisionero.
38. El arte de la destrucción.
39. El Colgante.
40. Peligro Virtual.

(*) Saga de tres partes.

## Reparto
| Personaje                           | Actor de voz                     | Actor de voz                              | Actor de doblaje                             | Actor de doblaje                           | Actor de doblaje                           |
| ----------------------------------- | -------------------------------- | ----------------------------------------- | -------------------------------------------- | ------------------------------------------ | ------------------------------------------ |
| Personaje                           | Voz hablada                      | Voz cantada                               | Actor de doblaje                             | Voz hablada                                | Voz cantada                                |
| Sonic Sonia Manic                   | Jaleel White                     | Samuel Vincent Louise Vallance Tyley Ross | Jonatán López Mónica Padrós Hernán Fernández | Yamil Atala Rommy Mendoza Irwin Daayán     | Ricardo Silva Rommy Mendoza Eduardo Garza  |
| Sleet El Oráculo de Delphius Athair | Maurice LaMarche                 | Maurice LaMarche                          | José Javier Serrano —                        | Rubén Cerda Federico Romano Esteban Siller | Rubén Cerda Federico Romano Esteban Siller |
| Dr. Ivo Robotnik                    | Gary Chalk                       | Gary Chalk                                | Javier Amilibia                              | Arturo Casanova                            | Arturo Casanova                            |
| Mindy                               | Louise Vallance                  | Louise Vallance                           | —                                            | —                                          | —                                          |
| Reina Aleena                        | Gail Webster                     | Gail Webster                              | —                                            | Maggie Vera                                | Maggie Vera                                |
| Dingo                               | Peter Wilds                      | Peter Wilds                               | Jordi Vila                                   | Ricardo Tejedo                             | Ricardo Tejedo                             |
| Srta. Windemire                     |                                  |                                           | —                                            | —                                          | —                                          |
| Tío Chuck                           | Maurice LaMarche                 | Maurice LaMarche                          | —                                            | Humberto Vélez                             | Humberto Vélez                             |
| Cyrus Knuckles                      | Ian James Corlett Brian Drummond | Ian James Corlett Brian Drummond          | Jordi Pons Enric Isasi-Isasmendi             | Mario Filio Carlos Iñígo                   | Mario Filio Carlos Iñígo                   |
| Bartleby                            | Phil Hayes                       | Phil Hayes                                | Jordi Ribes                                  | René García                                | René García                                |
| Trevor                              | Matt Hill                        | Matt Hill                                 | —                                            | —                                          | —                                          |
| Argos                               | Michael Donovan                  | Michael Donovan                           | Miguel Marquillas                            | —                                          | —                                          |

| - Kathleen Barr - Brian Drummond - Tabitha St. Germain - Adrian Hughes - Terry Klassen - Blu Mankuma - Cusse Mankuma - Lee Tockar | - Ángela Villanueva - Rafael Rivera - Miguel Ángel Ghigliazza - José Antonio Macías - Carlos Íñigo - Eduardo Garza - Víctor Mares - Rossy Aguirre - Gaby Cárdenas - Antonio Ortiz - Gabriela Vega - Ricardo Silva - Vicky Córdova - Nicolas Silva - Habib Gedeón - Alma Delia Pérez - Ofelia Guzmán - Raúl Carballeda - Patricia Tanúz |